# Whitfieldia elongata
Espèce
Synonymes
Classification phylogénétique
Whitfieldia elongata est une espèce de plantes à fleurs de la famille des Acanthaceae. C'est une plante herbacée originaire d'Afrique tropicale.

## Description
Il peut mesurer jusqu’à 2,5 mètres de haut. 
On le retrouve principalement en Angola, au Mozambique, au sud du Congo et au Cameroun. 
Ses feuilles peuvent mesurer jusqu’à 20 cm de long sur 7 cm de large, finement pointillées sur la face supérieure. Les pétioles peuvent être longs d’1 cm environ. Le calice quant à lui peut atteindre 2,5 cm. La corolle est blanche, les lobes sont doux avec de petits poils blancs, pas de glande. La capsule de 0,5 cm de long peut contenir 4 graines glabres. 

## Taxinomie
Une incertitude subsiste quant à l'existence d'une autre espèce de Whitfieldia elongata : Whitfieldia elongata C.B.Clarke,.